# دانشکده پزشکی ایلام
دانشکده پزشکی دانشگاه علوم پزشکی ایلام یکی از دانشکده‌های پزشکی ایران وابسته به دانشگاه علوم پزشکی ایلام در ایلام است. این دانشکده در سال ۱۳۷۴ بنیانگذاری شد و دارای ۴ بیمارستان آموزشی است.

## تاریخچه
دانشکده پزشکی ایلام در سال ۱۳۷۴ بنیانگذاری شد. هم‌اکنون ریاست این دانشکده را بهاره غیاثی برعهده دارد.